# Константопулу, Иро
Иро́ Константопулу (греч. Ηρώ Κωνσταντοπούλου; 16 июля 1927, Афины — 5 сентября 1944, Кесариани, Афины) — одна из самых известных героинь движения Сопротивления в Греции.

## Детские годы
Иро Константопулу родилась в 1927 году в греческой столице, но её родители были родом из Спарты. Отец был состоятельным и влиятельным человеком.
В гимназии и лицее Иро была отличной ученицей. К концу её рано оборвавшейся жизни владела четырьмя иностранными языками, включая немецкий.

## В ЭПОН

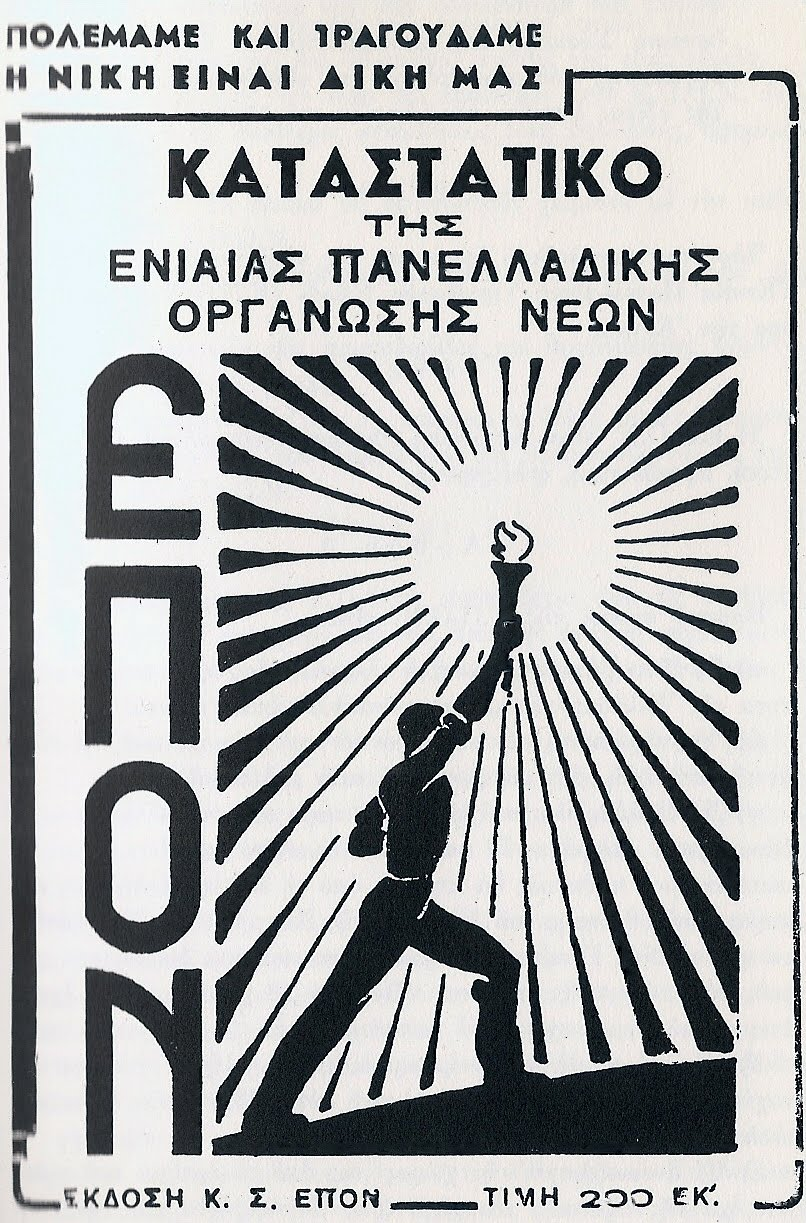
Устав ЭПОН, опубликованный в подпольном издании Нового Поколения, апрель 1943

С началом германо-итало-болгарской оккупации (1941—1944) Греции, будучи ещё гимназисткой, вступила в одну из подпольных организаций ЭПОН (Единая всегреческая организация молодёжи).
Организации ЭПОН действовали ночью для пропаганды и информации населения, используя написание лозунгов на стенах и оповещения рупорами.
Марк Мазовер, современный британский историк еврейского происхождения, упоминая эту сторону деятельности ЭПОН, отмечает массовое участие молодых девушек в организации: «Это была борьба, удалившая разделительную линию между двумя полами. В ЭПОН, молодёжном движении ЭАМ (Национально-освободительного фронта Греции), девушки писали лозунги на стенах, выкрикивали ночью сообщения через рупоры с крыш зданий Афин. Они считали, что женские голоса звучали лучше, чем мужские».
Знавшие Иро современники отмечали, что не было большим секретом, что эта с виду «тихая» гимназистка из видной семьи почти ежедневно носила под фартуком листовки.
Лишь немногие знали, что время от времени она хранила дома оружие.
16 июля 1944 года, в семнадцатый день её рождения она была арестована в собственном доме коллаборационистами и подверглась пыткам. Родители задействовали свои знакомства и сумели через несколько дней освободить её.

## Вооружённая борьба и смерть
К началу 1944 года городские отряды ЭЛАС практически контролировали пригороды Афин, что выделяло на тот момент греческую столицу на фоне других оккупированных столиц Европы. Оккупационные войска совершали налёты в пригороды, как правило в дневное время суток.
Ученическая и студенческая молодёжь действовала в составе городских отрядов «резервного ЭЛАС», где грань между подпольной жизнью и боевой деятельностью была размыта.
Иро была арестована повторно 31 июля через две недели после своего первого ареста, после того как оккупационные власти получили информацию, что она приняла участие в успешной операции одного из городских отрядов, пустившего под откос железнодорожный состав с боеприпасами.
Это был день её выпускных экзаменов.
На этот раз она была отправлена в гестапо[уточнить] по улице Мерлин в Афинах.
Она подверглась пыткам в течение четырёх суток, но не выдала своих товарищей и соратников.
После чего через три недели была переведена в концентрационный лагерь Хайдари, сначала в камеру смертников, затем в блок №.15.
Осознав, что некоторые заключённые женщины считали отправку в Германию своим спасением, Иро с гневом заявила им: «Вы что, не гречанки? Чего вы боитесь, расстрела? Смерть предпочтительнее, нежели позорный плен».
В лагере состоялось её знакомство с другой героиней Сопротивления, Лелой Караянни, которая относилась к ней как к дочери.
Утром 5 сентября 1944 года, вместе с 49 коммунистами, членами Национально-освободительного фронта Греции и других организаций Сопротивления, она была расстрелена на стрельбище в пригороде Кесариани.
В расстреле Иро приняли участие 17 солдат вермахта, по числу её лет. На вопрос недоумения священник получил ответ: «В назидание» (другим).
Иро и другие борцы Сопротивления не дожили месяц до освобождения греческой столицы городскими отрядами и регулярными частями Народно-освободительной армии Греции.
Лела Караянни, вместе с другими 56 борцами Национально-освободительного фронта Греции была расстреляна через 3 дня, 8 сентября 1944 года. Это был последний массовый расстрел, произведенный нацистами в Афинах.

## Память
На своём заседании в 1977 году Афинская академия наградила Иро посмертно «Премией Добродетели и Самопожертвования».
В 1981 году греческий кинорежиссёр Никос Фосколос снял фильм «17 пуль для ангела — история Иро»
.
Заброшенный домик, где родилась и выросла Иро, хоть и расположен в центре города, избежал сноса в силу того что признан историческим памятником.
Памятники Иро установлены на одной из центральных площадей Пирея
и в афинском пригороде Илиуполис.